# Менеджмент интеллектуальной собственности
Менеджмент интеллектуальной собственности — часть менеджмента организации, объектом которого выступают особая категория знаний, воплощенных в объектах интеллектуальной собственности, и интеллектуальные имущественные права.
Права на интеллектуальную собственность, являясь нематериальным активом, нуждаются не только, и даже не столько в юридической защите, сколько в правильном управлении и использовании для достижения целей компании и успешной конкурентной борьбы на рынках.

## История
Проблематика менеджмента интеллектуальной собственности связана с глобальными изменениями в экономике. В отличие от предыдущих экономических укладов, которые были основаны на физическом или машинном труде, современна экономическая система основана на знании. Понятие «экономика знаний» ввел в 1962 г. Ф.Махлуп. В современном мире знания являются уже не только неотъемлемым компонентом экономики, но и базовым фактором её развития. Основной ресурс – информационный.
В. Иноземцев: "В изменяющихся условиях информация и знания становятся производительной силой, возникает мощный ресурс, характеризующийся новыми качествами, с которыми ранее не сталкивалось общественное производство... доступ к этому специфическому ресурсу остается ограниченным, так как знания отличаются от большинства индустриальных благ своей редкостью и невоспроизводимостью" 
В информационной экономике принципиально меняются характер и механизм общественного накопления. Главной формой накопления становится не накопление вещественных элементов производства, как это было всегда, а накопление знаний, информации, нематериальных форм богатства (вложения в культуру, образование, рекреацию, здравоохранение, научные исследования), то есть создание интеллектуального капитала. Другими словами, акцент перемещается с инвестиций в физический капитал на инвестиции в человека как носителя и производителя информации, а эффективное использование и развитие интеллектуального капитала, способность создавать и осваивать новейшие технологии становятся не только критическими условиями устойчивого повышения уровня жизни, но и главными качественными критериями, отличающими передовые страны от отстающих.
В 2012 году учреждена Конвенция Менеджмента интеллектуальной собственности.

## Цели и приоритеты
«Общая основная цель менеджмента знаний — получение конкурентных преимуществ организации путём создания новой стоимости за счет эффективного использования знаний её работников, занятых интеллектуальным трудом».
- Легализовать служебную и приобретенную интеллектуальную собственность организации в виде имущественных интеллектуальных прав в составе нематериальных активов.
- Более эффективное управление своей интеллектуальной собственностью.
- Соблюдение компанией норм законодательства об интеллектуальной собственности, предупреждение нарушений прав третьих лиц.
- Управление рисками, связанными с нарушением интеллектуальных прав.
- Предотвращение «пиратства» и контрафакции.
- Развитие локального нормативного регулирования работы компании для выполнения изложенных выше целей.

## Задачи управления (для коммерческих организаций)
- анализ использования объектов ИС
- выявление избыточных и необходимых объектов ИС
- определение форм и методов правовой охраны объектов ИС
- определение ключевого объекта ИС
- реализация процедур правовой охраны ИС
- коммерциализация (монетизация) ИС
- пресечение нарушений интеллектуальных прав
- взыскание компенсаций и штрафов за незаконное использование объектов ИС

## Объект управления
1. Материализованные носители знаний, в которых выражены результаты интеллектуальной деятельности.
2. Средства индивидуализации.
3. Интеллектуальные имущественные права.